# Вольное (Александрийский район)
Вольное (укр. Вільне, до 2016 г. — Свердловка) — село в Светловодской городской общине Александрийского района Кировоградской области Украины.
До 2020 года входило в Светловодский район
Население по переписи 2001 года составляло 450 человек. Почтовый индекс — 27519. Телефонный код — 5236. Код КОАТУУ — 3525286902.